# Gran Premio de Río de Janeiro de Motociclismo de 1996
El Gran Premio de Río de Janeiro de Motociclismo de 1996 fue la decimocuarta prueba del Campeonato del Mundo de Motociclismo de 1996. Tuvo lugar en el fin de semana del 4 al 6 de octubre de 1996 en el Autódromo Internacional Nelson Piquet, situado en la ciudad de Río de Janeiro, Brasil. La carrera de 500cc fue ganada por Mick Doohan, seguido de Àlex Crivillé y Norifumi Abe. Olivier Jacque ganó la prueba de 250cc, por delante de Ralf Waldmann y Jürgen Fuchs. La carrera de 125cc fue ganada por Haruchika Aoki, Emilio Alzamora fue segundo y Masaki Tokudome tercero.

## Resultados 500cc
| Pos. | Piloto              | Constructor   | Tiempo    | Pts. |
| ---- | ------------------- | ------------- | --------- | ---- |
| 1    | Mick Doohan         | Honda         | 45:56.850 | 25   |
| 2    | Àlex Crivillé       | Honda         | +0.465    | 20   |
| 3    | Norifumi Abe        | Yamaha        | +5.202    | 16   |
| 4    | Carlos Checa        | Honda         | +13.020   | 13   |
| 5    | Alex Barros         | Honda         | +13.662   | 11   |
| 6    | Luca Cadalora       | Honda         | +14.478   | 10   |
| 7    | Jean-Michel Bayle   | Yamaha        | +16.175   | 9    |
| 8    | Tadayuki Okada      | Honda         | +17.118   | 8    |
| 9    | Scott Russell       | Suzuki        | +20.024   | 7    |
| 10   | Alberto Puig        | Yamaha        | +38.926   | 6    |
| 11   | Shinichi Itoh       | Honda         | +41.332   | 5    |
| 12   | Loris Capirossi     | Yamaha        | +49.364   | 4    |
| 13   | Kenny Roberts Jr    | Yamaha        | +1:04.048 | 3    |
| 14   | Juan Bautista Borja | Elf 500       | +1:10.254 | 2    |
| 15   | Lucio Pedercini     | ROC Yamaha    | +1:16.552 | 1    |
| 16   | Frederic Protat     | ROC Yamaha    | +1 Vuelta |      |
| 17   | Chris Walker        | Elf 500       | +1 Vuelta |      |
| 18   | Laurent Naveau      | ROC Yamaha    | +1 Vuelta |      |
| 19   | Stephane Mertens    | Harris Yamaha | +1 Vuelta |      |
| Ret  | Paul Young          | Harris Yamaha | Retirado  |      |
| Ret  | Eugene McManus      | Yamaha        | Retirado  |      |
| Ret  | Toshiyuki Arakaki   | Paton         | Retirado  |      |
| Ret  | Jeremy McWilliams   | ROC Yamaha    | Retirado  |      |

- Pole Position: Mick Doohan, 1:53.293
- Vuelta Rápida: Mick Doohan, 1:53.602

## Resultados 250cc
| Pos. | Piloto               | Constructor | Tiempo    | Pts. |
| ---- | -------------------- | ----------- | --------- | ---- |
| 1    | Olivier Jacque       | Honda       | 43:04.546 | 25   |
| 2    | Ralf Waldmann        | Honda       | +4.578    | 20   |
| 3    | Jürgen Fuchs         | Honda       | +5.497    | 16   |
| 4    | Tohru Ukawa          | Honda       | +24.476   | 13   |
| 5    | Jean-Philippe Ruggia | Honda       | +24.865   | 11   |
| 6    | Roberto Locatelli    | Aprilia     | +33.748   | 10   |
| 7    | Luis d'Antin         | Honda       | +35.589   | 9    |
| 8    | Sete Gibernau        | Yamaha      | +37.501   | 8    |
| 9    | Luca Boscoscuro      | Aprilia     | +41.514   | 7    |
| 10   | Takeshi Tsujimura    | Honda       | +46.790   | 6    |
| 11   | Gianluigi Scalvini   | Honda       | +50.619   | 5    |
| 12   | Sebastian Porto      | Aprilia     | +55.979   | 4    |
| 13   | Jurgen vd Goorbergh  | Honda       | +1:03.284 | 3    |
| 14   | Oliver Petrucciani   | Aprilia     | +1:06.316 | 2    |
| 15   | Eskil Suter          | Aprilia     | +1:07.372 | 1    |
| 16   | Yasumasa Hatakeyama  | Honda       | +1:07.416 |      |
| 17   | Alessandro Antonello | Aprilia     | +1:15.215 |      |
| 18   | Cristophe Cogan      | Honda       | +1:16.079 |      |
| 19   | Marcus Payten        | Honda       | +1:43.484 |      |
| 20   | Federico Gartner     | Honda       | +1 Vuelta |      |
| Ret  | Jamie Robinson       | Aprilia     | Retirado  |      |
| Ret  | José Barresi         | Yamaha      | Retirado  |      |
| Ret  | Christian Boudinot   | Aprilia     | Retirado  |      |
| Ret  | Cristiano Migliorati | Honda       | Retirado  |      |
| Ret  | Fernando Flores      | Honda       | Retirado  |      |
| Ret  | José Luis Cardoso    | Aprilia     | Retirado  |      |
| Ret  | Regis Laconi         | Honda       | Retirado  |      |
| Ret  | Nobuatsu Aoki        | Honda       | Retirado  |      |
| Ret  | Osamu Miyazaki       | Aprilia     | Retirado  |      |
| Ret  | Davide Bulega        | Aprilia     | Retirado  |      |
| Ret  | Max Biaggi           | Aprilia     | Retirado  |      |

- Pole Position: Olivier Jacque, 1:55.955
- Vuelta Rápida: Olivier Jacque, 1:56.004

## Resultados 125cc
| Pos. | Piloto            | Constructor | Tiempo    | Pts. |
| ---- | ----------------- | ----------- | --------- | ---- |
| 1    | Haruchika Aoki    | Honda       | 42:48.875 | 25   |
| 2    | Emilio Alzamora   | Honda       | +8.440    | 20   |
| 3    | Masaki Tokudome   | Aprilia     | +19.076   | 16   |
| 4    | Jorge Martinez    | Aprilia     | +22.674   | 13   |
| 5    | Garry McCoy       | Aprilia     | +23.336   | 11   |
| 6    | Noboru Ueda       | Honda       | +30.056   | 10   |
| 7    | Lucio Cecchinello | Honda       | +30.206   | 9    |
| 8    | Youichi Ui        | Yamaha      | +30.866   | 8    |
| 9    | Stefano Perugini  | Aprilia     | +32.286   | 7    |
| 10   | Dirk Raudies      | Honda       | +32.614   | 6    |
| 11   | Kazuto Sakata     | Aprilia     | +40.166   | 5    |
| 12   | Yoshiaki Katoh    | Yamaha      | +41.343   | 4    |
| 13   | Josep Sarda       | Honda       | +47.501   | 3    |
| 14   | Frédéric Petit    | Honda       | +53.879   | 2    |
| 15   | Jaroslav Hules    | Honda       | +57.353   | 1    |
| 16   | Manfred Geissler  | Aprilia     | +1:01.912 |      |
| 17   | Akira Saito       | Honda       | +1:02.172 |      |
| 18   | Luigi Ancona      | Aprilia     | +1:17.209 |      |
| 19   | Gabriele Debbia   | Yamaha      | +1:19.526 |      |
| Ret  | Mirko Giansanti   | Honda       | Retirado  |      |
| Ret  | Herri Torrontegui | Honda       | Retirado  |      |
| Ret  | Ivan Goi          | Honda       | Retirado  |      |
| Ret  | Valentino Rossi   | Aprilia     | Retirado  |      |
| Ret  | Loek Bodelier     | Honda       | Retirado  |      |
| Ret  | Tomomi Manako     | Honda       | Retirado  |      |

- Pole Position: Haruchika Aoki, 2:01.583
- Vuelta Rápida: Haruchika Aoki, 2:01.306